# الونزو دریک
الونزو دریک (انگلیسی: Alonzo Drake; ۱۶ آوریل ۱۸۸۴ – ۱۴ فوریهٔ ۱۹۱۹) بازیکن فوتبال اهل پادشاهی متحد بریتانیای کبیر و ایرلند بود.
از باشگاه‌هایی که در آن بازی کرده‌است می‌توان به باشگاه فوتبال دونکستر راورز، باشگاه فوتبال کویینز پارک رنجرز، باشگاه فوتبال شفیلد یونایتد، باشگاه فوتبال بیرمنگام سیتی، و باشگاه فوتبال هادرزفیلد تاون اشاره کرد.